# Matúškovo
Matúškovo (slowakisch bis 1948 Takšoň; ungarisch Taksonyfalva – bis 1907 Taksony) ist eine Gemeinde in der Westslowakei. Sie liegt im Donautiefland, 118 Meter über dem Meeresspiegel, 3 km südlich von Galanta.

## Geschichte
Der Name stammt vom ungarischen Großfürst Taksony, der nach den alten Traditionen hier begraben wurde. Der Ort wurde 1138 erstmals in der Urkunde von Béla II. als terra civilium Posoniensium de villa Tocsun erwähnt. Seine Kapelle aus dem 13. Jahrhundert wird im Codex Pray erwähnt. Er gehörte über lange Zeit zur Herrschaft der Burg von Pressburg, die vorwiegend in der Landwirtschaft tätigen Einwohner waren zumeist Ungarn. Im Mittelalter befand sich in der Nähe ein ehemaliges Dorf, schriftlich erwähnt 1138 als villa Wduory. Der vom ungarischen Namen des Ortes abgeleitete slowakische Ortsname wurde aber 1948 wie viele andere in einen slawisch klingenden geändert, dabei diente Janko Matúška, ein Wegbegleiter von Ľudovít Štúr, als Namensgeber.
Bereits 1936 wurde das erst 1921 von slowakischen Siedlern auf den Fluren des Ortes gegründete Dorf Štefánikovo (heute als Stadtteil Javorinka ein Teil von Galanta) von der Gemeinde selbständig, 1971 verlor der Ort selbst seine Eigenständigkeit und wurde der Stadt Galanta angegliedert. 1990 wurde diese Entscheidung aber wieder rückgängig gemacht.
Die Gemeinde gehörte bis 1918 zu Österreich-Ungarn. Nach dem Ende des Ersten Weltkrieges kam sie in Folge des Vertrag von Trianon zur Tschechoslowakei, von 1938 bis 1945 nach dem Ersten Wiener Schiedsspruch wiederum zu Ungarn. Nach dem Ende des Zweiten Weltkrieges gehörte Matúškovo wiederum zur Tschechoslowakei, beziehungsweise nach 1993 zur Slowakei.

## Bevölkerung
| Jahr                | 1994 | 2004    | 2014    | 2024    |
| ------------------- | ---- | ------- | ------- | ------- |
| Anzahl der Personen | 1786 | 1938    | 2114    | 2248    |
| Unterschied         |      | +8,51 % | +9,08 % | +6,33 % |

| Jahr                | 2023 | 2024    |
| ------------------- | ---- | ------- |
| Anzahl der Personen | 2254 | 2248    |
| Unterschied         |      | −0,26 % |

Im Jahre 1910 hatte Matúškovo 1.845 überwiegend ungarische Einwohner. Nach dem Ergebnis der Volkszählung 2001 gab es 1.880 Einwohner.

## Sehenswürdigkeiten
- katholische Kirche, im Jahr 1784 von Graf Franz Esterházy erbaut, das Hauptaltar-Gemälde wurde im Jahre 1871 von Mór Than gefertigt.
- evangelische Kirche, im Jahre 1992 erbaut.
- katholische Pfarre, erbaut 1774, das älteste Gebäude in der Gemeinde.

## Persönlichkeiten
- Ján Novota (* 1983), slowakischer Fußballspieler